# Vario LF plus/o
Vario LF plus/o – jednokierunkowy tramwaj czeskich firm skupionych w konsorcjum Alianci TW Team (Pragoimex, KOS Krnov, VKV Praha), który jest przystosowany do ruchu dwukierunkowego.

## Historia
Od lat 70. XX wieku planowana linia tramwajowa do ołomunieckich osiedli Povel i Nové Sady nie mogła być zrealizowana ze względu na niewystarczające środki finansowe, udało się to dopiero w roku 2012. Budowę nowego odcinka podzielono na trzy etapy, z których dwa nie zakładały budowy pętli, lecz zakończenie trasy ślepym torem. Dopravní podnik města Olomouce postanowił więc zakupić czternaście jednokierunkowych tramwajów przystosowanych do połączenia i eksploatacji dwukierunkowej. Zwycięzcą przetargu stała się firma Krnovské opravny a strojírny z tramwajem Vario LF plus/o, cena za jeden wagon to 21,9 mln koron bez VAT.

## Konstrukcja
Tramwaj wywodzi się z typu Vario LF plus (zmieniona została konstrukcja wagonu), w stosunku do poprzednika dodano dwoje drzwi podwójnych po lewej stronie pudła. Podłoga tramwaju jest zamontowana na wysokości 650 mm nad główką szyny dzięki zastosowaniu podwozia Komfort plus, środkowa część niskopodłogowa znajduje się na wysokości 350 mm.
Wyposażenie elektryczne Škoda umożliwia połączenie wagonu z tramwajem Vario LF z wyposażeniem Europulse.

## Dostawy
| Państwo        | Miasto         | Typ             | Lata dostaw    | Liczba | Numery taborowe |       |  |
| -------------- | -------------- | --------------- | -------------- | ------ | --------------- | ----- |  |
| Czechy         | Ołomuniec      | Vario LF plus/o | 2013           | 14     | 101–114         | [ 4 ] |  |
| Łączna liczba: | Łączna liczba: | Łączna liczba:  | Łączna liczba: | 14     |                 |       |  |

## Eksploatacja
Dopravní podnik města Olomouce zamówił w 2012 r. 14 wagonów, które dostarczono do końca 2013 r. Dostawa pierwszych dwóch tramwajów (nr 101 i 102) miała miejsce w kwietniu 2013 r., w ciągu którego przeprowadzono jazdy próbne. W eksploatacji z pasażerami zadebiutowały 11 maja na linii nr 2. Oba wagony po raz pierwszy połączono w skład 14 maja, a 25 kwietnia 2013 r. po uprzednim połączeniu tyłami, rozpoczęły one przewóz pasażerów.